# Chapelle d'Hastimoulin
 (mars 2016).
La chapelle d'Hastimoulin est un ancien édifice religieux du XIIIe siècle situé à Saint-Servais, aujourd’hui faubourg de Namur (Belgique). Classée et rénovée à la fin du XXe siècle, elle n'est plus utilisée pour le culte.

## Origine et histoire
Le Houyoux, rivière qui traverse Saint-Servais pour se jeter dans la Meuse à Namur, fut au cours des siècles la source de prospérité économique grâce aux nombreux moulins qui utilisaient sa force hydro-motrice. De tout cela il ne reste pas grand-chose sauf la chapelle d’Hastimoulin (parfois orthographiée Asty-Moulin) construite vers 1260. Elle faisait partie d’un vaste domaine rural comprenant ferme, moulin (sur une île du Houyoux) et leurs dépendances. Seule la chapelle a survécu.
Le moulin disparut vers 1970 lorsque la ‘cité Germinal’ de Saint-Servais fut construite, là où se trouvait le domaine d’Hastimoulin. Le Houyoux fut voûté, et seule la gracieuse chapelle aux fenêtres ogivales échappa à la démolition. Abandonnée pendant une trentaine d’années la chapelle fut restaurée dans les années 1990 grâce aux soins patients et constants de deux instituteurs de l'Athénée Royal de Saint-Servais, André Renier et Claude Jugnot, et ses abords aménagés. Mais elle semble toute menue et écrasée par les hauts bâtiments de la cité Germinal qui l’entourent...